# Massy (Sena Marítimo)
Massy é uma comuna francesa na região administrativa da Normandia, no departamento de Sena Marítimo. Estende-se por uma área de 11,35 km². Em 2010 a comuna tinha 341 habitantes (densidade: 30 hab./km²).